# Павлов Карпо Олександрович
Павлов Карпо Олександрович (1895, Смоленськ — 17 травня 1957, Москва) — керівний працівник репресивно-злочинних органів та організацій ВЧК, ГПУ, НКВС СРСР, в 1937-1939 рр. — Директор (начальник) ГУ СДС «Дальстрой», генерал-полковник (1945). Входив до складу особливої трійки НКВС СРСР, позасудового та, отже, неправосудного органу кримінального переслідування

## Біографія
Народився в 1895 році в сім'ї залізничного робітника. Освіту здобув у смоленському ремісничому училищі (1913), після чого працював слюсарем, електромонтером, наглядачем телеграфу в телеграфній конторі.
У травні 1915 призваний в армію, монтер телеграфної роти у фортеці Свеаборг.
З серпня по грудень 1917 — комісар телеграфу станції Білоостров Фінляндської залізниці, телефоніст на Петроградській телефонній станції, комісар телеграфу Наркомату шляхів сполучення РРФСР, а з травня по липень 1918 — керівник зв'язку штабу Урало-Оренбурзького фронту.
Член РКП(б) з вересня 1918.

## Робота в органах
У липні 1918 року переведений на роботу в органи ВЧК: був комісаром-слідчим прифронтової ЧК 2-ї армії, слідчим, заступник керівника і керівником слідчих частин у Самарській, Казанській, Уфімській, Омській та інших ЧК, заступник керівника особливого відділу і завідувачем слідчою частиною ОВ 5-ї армії. З вересня 1921 очолював слідчо-оперативні частини в Іркутській, Новомиколаївській, Башкирській, Гомельській ЧК (ГПУ).
З 5 липня 1923 — керівник Гомельського губвідділу ГПУ, з 22 листопада 1924 — керівник Ставропольського окружного відділу ГПУ, з 17 березня 1928 року — керівник Чеченсько-Грозненского об'єднаного відділу ГПУ, з 10 листопада 1929 — кервник Донського окружного відділу ГПУ, з 1 жовтня 1930 — кервник Шахтинського і з 31 березня 1931 — П'ятигорського оперативного сектора ГПУ.
З 8 вересня 1932 року — 2-й заступник повпреда ОГПУ (з липня 1934 — заступник керівника Управління НКВС) по Східно-Сибірському краю. З 17 грудня 1934 року — керівник УНКВС Красноярського краю.
З 17 жовтня 1936 — заступник керівника УНКВС Азово-Чорноморського краю, з 29 червня по 20 жовтня 1937 — народний комісар внутрішніх справ Кримської АРСР.

## В центральному апараті
У листопаді 1937 переведений в центральний апарат НКВД і призначений заступником директора державного тресту «Дальстрой». Після арешту в Москві директора «Дальбуду» Е. П. Берзіна c 19 грудня 1937 старший майор держбезпеки К. О. Павлов стає директором тресту (з 08.06.1938 р — керівником ГУ СДС НКВС СРСР) «Дальстрой». Одночасно з Павловим в «Дальстрой» прибула група кадрових чекістів із запасу НКВС СРСР, замість однодумців Берзіна на керівних посадах тресту.
З призначенням Павлова на посаду керівника «Дальбуду» в тресті закінчується період відносного «берзінського лібералізму» і починається жорстока, нелюдська експлуатація ув'язнених, що отримала назву «гаранінщина» — по імені начальника УСВИТЛа того часу — полковника С. М. Гараніна.
Під час повені в серпні 1939 за наказом Павлова по всій довжині мосту через р. Колиму були поставлені навантажені машини, які своєю вагою допомогли вистояти дерев'яним конструкціям під напором потоку води. Ув'язнені і вільнонаймані були перекинуті на боротьбу з повінню і на відновлення руху по трасі.

Здоров'я самого начальника Дальбуду виявилося підірвано, так як він два дні перебував на мосту під проливним дощем, і на початку вересня Павлов поїхав через хворобу на лікування у Москву.
11 жовтня 1939 К. А. Павлов залишає посаду начальника «Дальбуду».
21 травня 1940 Павлов призначений заступник керівника Управління гірничо-металургійної промисловості ГУЛАГ НКВС СРСР.
З 19 серпня 1940 по 26 лютого 1941 — керівник Управління з будівництва заводів і гірничо-рудних підприємств чорної металургії ГУЛАГу. У той же період, з серпня 1940 по лютий 1941 — заступник керівника ГУЛАГ НКВС СРСР.
З липня 1941 року — заступник керівника, а з 23 серпня 1941 — керівник створеного в системі НКВС СРСР Головного управління оборонних робіт (ГУОБР, Главоборонстрой), згодом (15.10.1941) переданого до складу Наркомату оборони СРСР.
23 травня 1942 Павлов повернувся в систему НКВС і став начальником Головного управління будівництва шосейних доріг (Гушосдор) НКВС СРСР.
9 липня 1946 К. А. Павлов був звільнений з посади, і в листопаді (вересні?) 1946 звільнений у відставку через хворобу і відправлений на пенсію.
Однак, через півтора року, 11 березня 1948 міністр внутрішніх справ СРСР С. Н. Круглов призначив К. А. Павлова начальником будівництва Волго-Донського каналу, але вже 18 березня 1949 Павлова вдруге відправляють на пенсію.

## Смерть
18 травня 1957, незабаром після XX з'їзду КПРС, розпочатої кампанії з викриття культу особи і за півтора тижні до ліквідації «Дальбуду», К. А. Павлов застрелився. Похований на Ваганьковському кладовищі в Москві.